# KZ Eutin
Das Konzentrationslager Eutin (meist als KZ Eutin bezeichnet) war ein frühes („wildes“) Konzentrationslager in Eutin in Schleswig-Holstein von etwa Juli 1933 bis Mai 1934.
Die meisten der dort Inhaftierten waren NS-Gegner – größtenteils Kommunisten, Sozialdemokraten, Gewerkschafter – und andere dem NS-Regime Missliebige.
Die Häftlinge des KZ Eutin wurden bei Straßenbauarbeiten und bei Arbeiten zur Trockenlegung des Moorgebietes "Lindenbruch" eingesetzt. Viele Häftlinge wurden misshandelt – Tote hat es nicht gegeben.
Insgesamt wurden im KZ Eutin 259 Gefangene gefangengehalten – jeweils 20 bis 40 Gefangene gleichzeitig. 

## Geschichte
Nach der Machtergreifung der NSDAP nahm der Leiter der NSDAP in Eutin, Regierungspräsident Johann Heinrich Böhmcker, willkürliche Verhaftungen vor. Die Inhaftierten wurden zunächst im Amtsgerichtsgefängnis, einem zweistöckigen Bau aus den 1860er Jahren, in Eutin festgehalten.
Die Gefangenen waren in zwei Gruppen unterteilt: einerseits im Erdgeschoss (der früheren Frauenabteilung) die politischen Schutzhäftlinge, andererseits im ersten Stock die „sonstigen Gefangenen“, die streng von den politischen Häftlingen getrennt gehalten wurden. Am 16. Juli 1933 wurde erstmals die Bezeichnung Konzentrationslager Eutin verwendet. Es gab zugeordnete Lager / Gefängnisse:
- (Im Oktober 1933) ein (in einem Schweinestall eingerichtetes) Lager in Nüchel.
- (Im Oktober 1933) ein Lager in Neukirchen
- Das Amtsgerichtsgefängnis im Amtsgericht Bad Schwartau.
- Ab dem 3. Oktober 1933 wurden Gefangene nach Holstendorf bei Ahrensbök in das Gebäude einer ehemaligen Fabrik verlegt – dieses wird auch als KZ Ahrensbök bezeichnet.

Im Mai 1934 wurde das KZ Eutin aufgelöst.
Das Gebäude des Amtsgerichtsgefängnisses Eutin wurde in den 1970er Jahren abgerissen.